# Dressy Bessy
Dressy Bessy è un gruppo indie rock di Denver, Colorado, associato agli Elephant Six Collective. 
La cantante e chitarrista Tammy Ealom formò la band con il batterista Darren Albert e il bassista Rob Greene nel 1996.
Il nome è stato preso da una bambola americana popolare negli anni settanta.

## Membri
- Tammy Ealom - Voce e Chitarra (1996-oggi)
- Rob Greene - Basso (1996-2018)
- John Hill - Chitarra (1996-oggi)
- Darren Albert - Batteria (1996-2004)
- Craig Gilbert - Batteria (2005-oggi)

## Carriera
L'album di debutto dei Dressy Bessy si chiama Pink Hearts, Yellow Moons (1999), e due singoli di questo disco (If You Should Try To Kiss Her e Just Like Henry) sono utilizzati lo stesso anno per la colonna sonora del film But I'm A Cheerleader.
Successivamente hanno inciso Sound Go Round (2002), e nel 2003 Dressy Bessy, che comprende anche sonorità più rock. Nel 2003 incidono anche la compilation Little Music: Singles 1997-2002. 
Alla fine del 2004, il batterista Darren Albert lascia il gruppo e viene sostituito da Craig Gilbert nel 2005. 
Alla fine di quell'anno, la band firma un contratto con la Transdreamer Records and registra il suo quarto album, Electrified.
Nell'autunno del 2008 i Dressy Bessy hanno rilasciato l'album Holler And Stomp, pubblicato con la casa discografica Transdreamer Record.
ll 5 Febbraio del 2016 i Dressy Bessy hanno rilasciato l'album KINGSIZED, pubblicato con le etichette discografiche Yep Roc Records ( in formato CD e LP) e Burger Records.
Sempre con la Yep Roc Records viene prodotto l'album più recente Fast Faster Disaster, pubblicato nel 2019.

## Discografia
| Anno | Titolo                   | Etichetta                       |
| ---- | ------------------------ | ------------------------------- |
| 1999 | Pink Hearts Yellow Moons | Kindercore Records              |
| 2002 | SoundGoRound             | Kindercore Records              |
| 2003 | Little Music             | Kindercore Records              |
| 2003 | Dressy Bessy             | Kindercore Records              |
| 2005 | Electrified              | Transdreamer Records            |
| 2008 | Holler And Stomp         | Transdreamer Records            |
| 2016 | KINGSIZED                | Yep Roc Records, Burger Records |
| 2019 | Fast Faster Disaster     | Yep Roc Recorders               |